# Half-Life 2: Episode One
Half-Life 2: Episode One (EP1) es el primer título de la trilogía de expansiones para el videojuego de acción en primera persona, Half-Life 2. El episodio ocurre inmediatamente después del final de Half-Life 2, en los alrededores de la Ciudadela de la Alianza en Ciudad 17. El jugador es obligado a tratar con los efectos de sus acciones durante el primer juego. El episodio es un juego independiente; si bien es continuación de Half-Life 2, este no requiere que el juego original sea instalado o registrar una cuenta de Steam para jugar. Esto aprovecha varias mejoras principales al motor Source desde el lanzamiento de Half-Life 2, principalmente el HDR (High Dynamic Range o Alto Rango Dinámico ) y el sistema de animación facial mejorado.

## Capítulos

### Alarma innecesaria
Recuerdos de Breen llegan a la cabeza de Gordon Freeman. Este ve cómo el reactor de energía oscura de la Ciudadela está a punto de explotar matando a Alyx, pero ella es sacada de ahí por los Vortigaunts. Luego, Freeman aparece con G-Man. Cuando este estaba a punto de hablarle, los mismos Vortigaunts aparecen, dejan paralizado a G-Man (alejando a Freeman de su influencia) y sacan a Gordon de su estado de hibernación. G-Man, con un tono de disgusto y frustración, dice: "Eso habrá que verlo". Luego, Freeman despierta debajo de unas rocas y es sacado de ahí por Dog. Acto seguido se encuentra con Alyx Vance, quien le dice a Dog que le dé a Gordon el arma antigravitatoria. Mediante una comunicación con Eli Vance y el Dr. Kleiner, Gordon y Alyx se enteran de que la explosión del teletransportador ha dejado en un grave estado al núcleo de la Ciudadela, la cual podría estallar en cualquier momento destruyendo la ciudad entera, por lo que es fundamental que salgan cuanto antes. Pero como están muy cerca de la Ciudadela deberán entrar a la misma para intentar retrasar la destrucción del núcleo, por lo menos el tiempo suficiente como para poder salir a tiempo. Allí dentro se encontrarán con retos muy difíciles, y la pistola de gravedad es sobrecargada nuevamente. Luego Alyx y Gordon descubren una grabación de una conversación entre el Doctor Breen y un Consejero de la Alianza, una vez que la transmisión termina el dúo es atacado psíquicamente por un consejero.

### Intervención directa
Freeman y Alyx se abren paso hasta llegar a la cámara del núcleo, el cual deben controlar. La cámara está llena de radiación por lo que Alyx debe quedarse. En la cámara Gordon se abre paso entre soldados y acechadores, colocando núcleos con la pistola de gravedad en grandes receptores de estos, hasta restablecer el control del núcleo. Nuevamente junto a Alyx, ésta le cuenta que mientras él estaba en la cámara, ella había revisado información sobre la ciudadela, enterándose de que La Alianza necesitaba hacer una transmisión urgente a su dimensión, tan importante que hasta sacrificarían la Ciudadela por enviarla. Además, halló una transmisión de la Doctora Mossman, quien afirmaba que encontró la ubicación del "proyecto". Seguido esto, Alyx roba toda la información que encontró y ambos escapan por el subsuelo en un tren que los llevaría a fuera de la ciudad, pero este se estrella y ambos tienen que buscar una salida a la superficie.

### Criaturas del submundo
Alyx y Freeman se encuentran 20 metros bajo tierra en oscuridad total buscando el acceso a la superficie. Mientras exploraban, descubren que los soldados de la Alianza también han sido transformados en zombis (apodados Alizombie por Alyx). En un principio parece fácil, sin embargo pronto Alyx y Gordon llegarán a un aparcamiento dentro del cual se encuentran diversos agujeros de hormigas león. Alyx descubre que la Ciudadela está tan dañada que los campos de contención que mantenían a raya a las hormigas león han fallado y ahora éstas están emergiendo del subsuelo. Ambos deberán enfrentarse a ellas y abrir una verja por donde escapar. Finalmente, tras abandonar el aparcamiento llegarán a una zona subterránea donde les aguarda un ascensor que deberán arreglar y activar para subir hasta la superficie. Mientras este desciende para recogerlos, deberán enfrentarse a una guerra contra zombis y alizombies.

### Éxodo urbano
Alyx y Freeman alcanzan finalmente la superficie, en donde pueden ver al Dr. Kleiner hablando por un monitor gigante, seguido esto se enfrentan a varias unidades de soldados de la Alianza y hormigas león. Tras pasar una calle con barricadas, el dúo observa cómo otra descarga de energía daña a la Ciudadela, por lo que se dan cuenta de que está lista para transmitir, y deben salir de la ciudad lo más rápido posible. Abriéndose paso por otro edificio, llegan a un puesto de control de la Alianza y siguen a una calle donde se vive un tiroteo entre rebeldes y soldados. Tras llegar a un puesto rebelde, Gordon y Alyx se encuentran con Barney y deciden distraer a las tropas transhumanas mientras Barney Calhoun reagrupa a los rebeldes que pueda y los lleva a la estación de trenes para huir. El dúo pasa a un hospital lleno de soldados y zombis de todos los tipos, donde se enfrentan a una nave de combate. Tras esta intensa lucha, logran llegar a la estación.

### Salida 17
Una vez terminada la batalla del hospital, una cámara de seguridad de La Alianza detecta la presencia de Alyx y Freeman y estos corren a la estación de trenes, en donde ayudan a Barney a evacuar a los rebeldes supervivientes. Gordon y Alyx deciden escapar en otro tren, dejando ir a Barney con el resto de los combatientes. Mientras buscan un tren, un Zancudo embosca a Gordon, separándole de Alyx. Freeman debe enfrentarse a este, así como a varios soldados de La Alianza. Una vez destruido el Synth, el dúo logra escapar finalmente en tren. Al salir se ven las naves de los consejeros saliendo de la Ciudadela, que sufre los daños de la transmisión y explota, desplazando una onda expansiva que alcanza a Alyx y Gordon.

## Incorporaciones
Zombi de la Alianza: es un nuevo enemigo, producto de la zombificación de un Headcrab con soldado de la Alianza. Alyx los llama “Alizombie” como la unión de un “zombi” y de un “Alianza”. Los Alizombies son más rápidos que los zombis normales, pero son más lentos que los Zombis veloces. Son más fuertes que sus contrapartes normales, debido a su armadura intacta en la batalla y los cuerpos casi mecánicos. El aspecto del Alizombie se da como evidencia que la Alianza está perdiendo el control de la Ciudad 17, siguiendo los acontecimientos de Half-Life 2. Antes de la sublevación humana había muy pocos headcrabs en la ciudad. El retirar el headcrab de dicho zombi revela que la porción más baja del cráneo del soldado es mordida y ha causado un pequeño daño en el cerebro de la víctima, afectando su inteligencia.